# Shuswap Lake
Shuswap Lake är en sjö i Kanada.   Den ligger i provinsen British Columbia, i den södra delen av landet, 3 200 km väster om huvudstaden Ottawa. Shuswap Lake ligger 348 meter över havet.
I omgivningarna runt Shuswap Lake växer i huvudsak barrskog. Runt Shuswap Lake är det mycket glesbefolkat, med 2 invånare per kvadratkilometer.